# Feigler Géza Viktor
Feigler Géza Viktor (Esztergom, 1842. március 17. – Esztergom, 1874. október 1.) zenetanár, karnagy, zeneszerző.

## Életpályája
Feigler János fia. A zenében korán nyert oktatást, nagyapjától, Seyler József Antaltól és Bécsben Simon Sechternél tanult. Mint gimnáziumi tanuló, már 12 éves korában nemcsak a Premontrei rend templomában a tanuló ifjúság számára tartott istentisztelet alatt orgonált, de a Ferences rendieknél is néhány évig alkalmazták  mint rendes orgonistát. 
1862-ben sikeresen elnyerte a Nemzeti Zenede pályadíját zongoraműveivel. 1864 és 1874 között a Nemzeti Zenede összhangzattan tanára volt. Több éven át eredményesen működött mint karnagy a budapesti Unio nevű német dalegylet élén is, melyet jóformán meg is magyarosított. Elhunyt 1874. október 1-jén este 10 órakor, életének 32. évében tüdősorvadásban. Örök nyugalomra helyezték 1874. október 3-án délután.

## Munkássága
Igen termékeny zeneíró volt és a zene majd minden ágában számottevő művet írt: miséket, miserészeket, betéteket, számos zongora- és orgonadarabot, kamarazenét, férfinégyest, vegyes kart. Egyik magyar ábrándjával pályadijat nyert a zenedei pályázatnál.
1872-ben megindította zongorázók és énekesek számára Apollo című zenemű-folyóiratát, hazánkban az első ilynemű közlönyt; 1873-ban egy kis zenelapot is mellékelt hozzá, melyet nagy részben ő maga írt; ezt azonban 1874-től a lap boritéka váltotta fel, amelyen 1876 végéig több elméleti közleménye jelent meg. A Fővárosi Lapokban (1878.) is jelent meg egy zenetárcája.